# Tamopsis reevesbyana
Tamopsis reevesbyana är en spindelart som beskrevs av Baehr 1987. Tamopsis reevesbyana ingår i släktet Tamopsis och familjen Hersiliidae. Inga underarter finns listade i Catalogue of Life.